# Satellite Young
Satellite Young est un groupe de musique de synthwave originaire du Japon. Le groupe a été formé à Tokyo par Emi Kusano et BelleMaison Sekine, et compte un troisième membre, Tele Hideo qui a la particularité d'avoir une télévision sur sa tête. Leur chanson la plus connue, "Don't graduate, Senpai!". 

## Discographie

### Albums[2]
- Satellite Young (2017, sorti sous le label de Satellite Young)

### Singles et EPs[2]
- Fakememory Remix Rev. (2014, sorti sous le label de Satellite Young)
- Fake Memory (Outrun Electro Remix) (2014, sorti sous le label de Satellite Young)
- Fake Memory / フェイクメモリー (2014, sorti sous le label de Satellite Young)
- Geeky Boyfriend (2014, sorti sous le label de Satellite Young)
- Jack Doushi / ジャック同士 (2014, sorti sous le label de Satellite Young)
- Break! Break! Tic! Tac! (2014, sorti sous le label de Satellite Young)
- Dividual Heart (2015, Future City Records)
- Don't Graduate Senpai / 卒業しないで、先輩 (2016, sorti sous le label de Satellite Young)
- Mitch Murder & Satellite Young - Sniper Rouge (2016, sorti sous le label de Mitch Murder, et Satellite Young)
- Modern Romance (2017, sorti sous le label Satellite Young)
- 1000%ユメジャナイ！(Short Version) (2018, sorti sous le label Satellite Young)
- Moment In Slow Motion (2018, sorti sous le label Satellite Young)
- Singing Dream (2018, sorti sous le label Satellite Young)
- Take On Me (2018, sorti sous le label Satellite Young)
- Sanfransokyo Girl (2018, sorti sous le label Satellite Young)
- New World Banzai (2019, sorti sous le label Satellite Young)